# Nina Freudenberg
Nina Freudenberg (* 8. Juli 1933 als Nina Hartung in Königsberg, Ostpreußen) ist eine ehemalige deutsche Dokumentarfilm-Regisseurin.

## Leben und Werk
Nina Hartung wurde 1933 als Tochter eines Dirigenten und Musikdirektors sowie einer Lektorin und Musikpädagogin in Königsberg geboren. Im Zuge des Zweiten Weltkriegs flüchtete die Familie 1944 aus Ostpreußen und kam zunächst nach Thüringen. Briefwechsel der Familie mit Freunden aus dieser Zeit sind überliefert und dokumentieren die Zerstörung Königsbergs.
1951 legte Nina Hartung in Berlin ihr Abitur ab. Anschließend besuchte sie die Staatliche Schauspielschule Berlin, brach die Ausbildung jedoch nach einem Jahr ab. Sie arbeitete danach als Mikrofon-Assistentin und später als Regie-Assistentin am DEFA-Studio für Synchronisation. 1955 wechselte Hartung ans DEFA-Studio für populärwissenschaftliche Filme, um dort zunächst als Regie-Assistentin zu arbeiten. Auch an Drehbüchern schrieb sie mit. Ab 1960 trat Hartung als Regisseurin in Erscheinung. Von 1964 bis 1967 studierte sie Gesellschaftswissenschaften an der Parteihochschule der SED in Berlin. Anschließend war sie am DEFA-Studio für Wochenschau und Dokumentarfilme für zwei Jahre beim DDR-Magazin tätig. Das Magazin wurde für die Auslandsinformation produziert und lief insbesondere in Botschaften und ausländischen Kulturvertretungen. 
Ab 1970 drehte Hartung Beiträge für die Kinowochenschau Der Augenzeuge. Nach der Einstellung des Augenzeugen 1980, war die Regisseurin – die ab 1976 unter dem Nachnamen Freudenberg in Erscheinung trat – für den Nachfolger DEFA Kinobox tätig. Dort schuf Freudenberg mit Vorliebe kurze Porträts über Menschen in der DDR, beispielsweise über eine Arbeiterin mit mehreren Kindern von unterschiedlichen Vätern oder einen Beitrag über eine Dachdeckerfamilie aus Frankfurt (Oder). Mitunter drehte Freudenberg auch längere Filme. 1977 reiste sie für Auftragsproduktionen des Fernsehens der DDR in Vorbereitung auf die Weltfestspiele der Jugend 1978 mehrere Monate nach Kuba und realisierte die Filme Soy Pionero en Cuba, Wenn die Conga singt und Freundschaft Amigos.
In den 1980er-Jahren war Freudenberg innerhalb des DEFA-Dokumentarfilmstudios in der Gruppe Kinderfilm aktiv. Bevorzugt drehte sie Beiträge für den Abendgruß der Sendung Unser Sandmännchen. 1989/90 verwirklichte sie für das Fernsehen die dreiteilige dokumentarische Serie Die Stadtreporter vom Prenzlberg. Der letzte Teil der Reihe Unsere Schule im Kiez wurde auf dem Kinderfilmfestival Goldener Spatz gezeigt und war 2009 in einer Retrospektive erneut im Rahmen des Festivals zu sehen.
Mit der Abwicklung der DEFA nach der Deutschen Wiedervereinigung endete Nina Freudenbergs filmisches Schaffen. In den letzten Arbeitsjahren bis zur Rente war sie als Sozialbetreuerin in einem Ausländerwohnheim tätig. 2019 nahm sie an einer Veranstaltung der DEFA-Stiftung und der Rosa-Luxemburg-Stiftung zum Filmschaffen von Regisseurinnen in der DDR teil.

## Filmografie (Auswahl)
- 1977: Ich bringe euch ein Lied aus Cuba
- 1977: Soy Pionero en Cuba
- 1977: Wenn die Conga singt
- 1980: Freundschaft Amigos
- 1983: Im Krieg geht man kaputt
- 1986: Die Kinder vom Storchendorf
- 1987: Die Mühlendammschleuse
- 1989/90: Die Stadtreporter vom Prenzlberg (3-teiliger TV-Dokumentarfilm)